# Уравнение Гиббса — Дюгема
Уравнение Гиббса — Дюгема описывает взаимосвязь между изменениями химического потенциала компонентов в термодинамической системе:
{\displaystyle \sum _{i=1}^{I}N_{i}\mathrm {d} \mu _{i}=-S\mathrm {d} T+V\mathrm {d} p\,,}
где {\displaystyle N_{i}} — количество молей компонента {\displaystyle i,\mathrm {d} \mu _{i}} — бесконечно малое увеличение химического потенциала для этого компонента, {\displaystyle S} — энтропия, {\displaystyle T} — абсолютная температура, {\displaystyle V} — объём, {\displaystyle p} — давление и {\displaystyle I} — количество различных компонентов в системе. Это уравнение показывает, что в термодинамике интенсивные величины взаимосвязаны, что делает его математическим утверждением постулата состояния. Когда давление и температура являются переменными, только {\displaystyle I-1} из {\displaystyle I} компонент имеют независимые значения для химического потенциала, и следует правило фаз Гиббса. Уравнение Гиббса — Дюгема нельзя использовать для малых термодинамических систем из-за влияния поверхностных эффектов и других микроскопических явлений.
Уравнение названо в честь Джозайи Уилларда Гиббса и Пьера Дюгема.

## Вывод
Вывести уравнение Гиббса — Дюгема можно из фундаментального термодинамического уравнения. Полный дифференциал экстенсивной свободной энергии Гиббса {\displaystyle \mathbf {G} } в терминах своих естественных переменных есть
{\displaystyle \mathrm {d} \mathbf {G} =\left.{\frac {\partial \mathbf {G} }{\partial p}}\right|_{T,N}\mathrm {d} p+\left.{\frac {\partial \mathbf {G} }{\partial T}}\right|_{p,N}\mathrm {d} T+\sum _{i=1}^{I}\left.{\frac {\partial \mathbf {G} }{\partial N_{i}}}\right|_{p,T,N_{j\neq i}}\mathrm {d} N_{i}\,.}
Поскольку свободная энергия Гиббса представляет собой преобразование Лежандра внутренней энергии, то производные можно заменить их определениями, преобразуя приведённое выше уравнение по форме:
{\displaystyle \mathrm {d} \mathbf {G} =V\mathrm {d} p-S\mathrm {d} T+\sum _{i=1}^{I}\mu _{i}\mathrm {d} N_{i}\,.}
Химический потенциал — это просто другое название парциальной мольной свободной энергии Гиббса (или парциальной свободной энергии Гиббса, в зависимости от того, выражено ли N в молях или единицах частиц). Таким образом, свободная энергия Гиббса системы может быть рассчитана путём тщательного сложения молей вместе при заданных T, P и при постоянном молярном соотношении состава (так, чтобы химический потенциал не менялся, когда моли складываются вместе), то есть
{\displaystyle \mathbf {G} =\sum _{i=1}^{I}\mu _{i}N_{i}\,.}
Полный дифференциал этого выражения равен
{\displaystyle \mathrm {d} \mathbf {G} =\sum _{i=1}^{I}\mu _{i}\mathrm {d} N_{i}+\sum _{i=1}^{I}N_{i}\mathrm {d} \mu _{i}\,.}
Объединение двух выражений для полного дифференциала свободной энергии Гиббса даёт
{\displaystyle \sum _{i=1}^{I}\mu _{i}\mathrm {d} N_{i}+\sum _{i=1}^{I}N_{i}\mathrm {d} \mu _{i}=V\mathrm {d} p-S\mathrm {d} T+\sum _{i=1}^{I}\mu _{i}\mathrm {d} N_{i}\,,}
которое упрощается до соотношения Гиббса — Дюгема:
{\displaystyle \sum _{i=1}^{I}N_{i}\mathrm {d} \mu _{i}=-S\mathrm {d} T+V\mathrm {d} p\,.}

## Приложения
Нормируя приведённое выше уравнение по размеру системы, например, по общему количеству молей, уравнение Гиббса — Дюгема обеспечивает взаимосвязь между интенсивными переменными системы. Для простой системы с {\displaystyle I} различными компонентами, существует {\displaystyle I+1} независимых параметров или «степеней свободы». Например, если известно, что газовый баллон, наполненный чистым азотом при комнатной температуре (298 К) и давлении 25 МПа, то можно определить плотность жидкости (258 кг/м3), энтальпию (272 кДж/кг), энтропию (5,07 кДж/кг⋅К) или любую другую интенсивную термодинамическую переменную. Если вместо этого баллон содержит смесь азота и кислорода, нам потребуется дополнительная информация, обычно отношение количества кислорода к азоту.
Если присутствует несколько фаз вещества, химические потенциалы на границе раздела фаз равны. Комбинируя выражения для уравнения Гиббса — Дюгема в каждой фазе и допуская систематическое равновесие (то есть что температура и давление постоянны во всей системе), то получается правило фаз Гиббса.
Одно особенно полезное выражение возникает при рассмотрении бинарных растворов. При постоянном Р (изобарическом) и Т (изотермическом) получается:
{\displaystyle 0=N_{1}\mathrm {d} \mu _{1}+N_{2}\mathrm {d} \mu _{2}}
или, нормируя по общему количеству молей в системе {\displaystyle N_{1}+N_{2},} подставив в определение коэффициент активности {\displaystyle \gamma }, и, используя тождество {\displaystyle x_{1}+x_{2}=1} получится:
{\displaystyle 0=x_{1}\mathrm {d} \ln(\gamma _{1})+x_{2}\mathrm {d} \ln(\gamma _{2})\,.}
Это уравнение играет важную роль в расчёте термодинамически согласованных и, следовательно, более точных выражений для давления паров смеси жидкостей при недостатке экспериментальных данных.

## Тройные и многокомпонентные растворы и смеси
Лоуренс Стэмпер Даркен показал, что уравнение Гиббса — Дюгема можно применять для определения химических потенциалов компонентов многокомпонентной системы на основе экспериментальных данных о химическом потенциале. {\displaystyle {\bar {G_{2}}}} только одного компонента (здесь компонент 2) во всех композициях. Он вывел следующее соотношение
{\displaystyle {\bar {G_{2}}}=G+(1-x_{2})\left({\frac {\partial G}{\partial x_{2}}}\right)_{\frac {x_{1}}{x_{3}}}\,,}
где xi — сумма (мольные) долей компонентов.
Выполнение некоторых перестановок и деление на (1 — x2)2 даёт:
{\displaystyle {\frac {G}{(1-x_{2})^{2}}}+{\frac {1}{1-x_{2}}}\left({\frac {\partial G}{\partial x_{2}}}\right)_{\frac {x_{1}}{x_{3}}}={\frac {\bar {G_{2}}}{(1-x_{2})^{2}}}}
или
{\displaystyle \left({\mathfrak {d}}{\frac {G}{\frac {1-x_{2}}{{\mathfrak {d}}x_{2}}}}\right)_{\frac {x_{1}}{x_{3}}}={\frac {\bar {G_{2}}}{(1-x_{2})^{2}}}}
или другой вариант форматирования
{\displaystyle \left({\frac {\frac {\partial G}{1-x_{2}}}{\partial x_{2}}}\right)_{\frac {x_{1}}{x_{3}}}={\frac {\bar {G_{2}}}{(1-x_{2})^{2}}}\,.}
Производная по отношению к одной мольной доле x2 берётся при постоянных соотношениях количеств (и, следовательно, мольных долей) других компонентов раствора, представляемых на диаграмме типа тройного графика.
Последнее равенство можно проинтегрировать из {\displaystyle x_{2}=1} к {\displaystyle x_{2}} даёт:
{\displaystyle G-(1-x_{2})\lim _{x_{2}\to 1}{\frac {G}{1-x_{2}}}=(1-x_{2})\int _{1}^{x_{2}}{\frac {\bar {G_{2}}}{(1-x_{2})^{2}}}dx_{2}\,.}
Применение правила Лопиталя даёт:
{\displaystyle \lim _{x_{2}\to 1}{\frac {G}{1-x_{2}}}=\lim _{x_{2}\to 1}\left({\frac {\partial G}{\partial x_{2}}}\right)_{\frac {x_{1}}{x_{3}}}\,.}
Отсюда
{\displaystyle \lim _{x_{2}\to 1}{\frac {G}{1-x_{2}}}=-\lim _{x_{2}\to 1}{\frac {{\bar {G_{2}}}-G}{1-x_{2}}}} .
Выражение мольных долей компонентов 1 и 3 как функции мольных долей компонента 2 и бинарных мольных отношений:
{\displaystyle x_{1}={\frac {1-x_{2}}{1+{\frac {x_{3}}{x_{1}}}}}}
{\displaystyle x_{3}={\frac {1-x_{2}}{1+{\frac {x_{1}}{x_{3}}}}}}
и сумма частичных молярных количеств
{\displaystyle G=\sum _{i=1}^{3}x_{i}{\bar {G_{i}}},}
даёт
{\displaystyle G=x_{1}({\bar {G_{1}}})_{x_{2}=1}+x_{3}({\bar {G_{3}}})_{x_{2}=1}+(1-x_{2})\int _{1}^{x_{2}}{\frac {\bar {G_{2}}}{(1-x_{2})^{2}}}dx_{2}}
где {\displaystyle ({\bar {G_{1}}})_{x_{2}=1}} и {\displaystyle ({\bar {G_{3}}})_{x_{2}=1}} — константы, которые можно определить для бинарных систем 1_2 и 2_3. Эти константы можно получить из предыдущего равенства, положив дополнительную мольную долю x3 = 0 для x1 и наоборот.
Таким образом
{\displaystyle ({\bar {G_{1}}})_{x_{2}=1}=-\left(\int _{1}^{0}{\frac {\bar {G_{2}}}{(1-x_{2})^{2}}}dx_{2}\right)_{x_{3}=0}}
и
{\displaystyle ({\bar {G_{3}}})_{x_{2}=1}=-\left(\int _{1}^{0}{\frac {\bar {G_{2}}}{(1-x_{2})^{2}}}dx_{2}\right)_{x_{1}=0}\,.}
Окончательное выражение получается путём подстановки этих констант в предыдущее уравнение:
{\displaystyle G=(1-x_{2})\left(\int _{1}^{x_{2}}{\frac {\bar {G_{2}}}{(1-x_{2})^{2}}}dx_{2}\right)_{\frac {x_{1}}{x_{3}}}-x_{1}\left(\int _{1}^{0}{\frac {\bar {G_{2}}}{(1-x_{2})^{2}}}dx_{2}\right)_{x_{3}=0}-x_{3}\left(\int _{1}^{0}{\frac {\bar {G_{2}}}{(1-x_{2})^{2}}}dx_{2}\right)_{x_{1}=0}}